# Flora of Hassan District, Karnataka, India
Flora of Hassan District, Karnataka, India (abreviado Fl. Hassan Dist.) es un libro con ilustraciones y descripciones botánicas que fue escrito conjuntamente por el Cecil John Saldanha & Dan Henry Nicolson y publicado en Nueva Delhi en el año 1976 y un apéndice en 1979.